# All American (serie de televisión)
All American es una serie de televisión dramática estadounidense, creada por April Blair, debutó en The CW el 10 de octubre de 2018. La serie está inspirada en la vida del jugador de fútbol profesional Spencer Paysinger. En junio de 2025, la serie fue renovada para una octava y última temporada.

## Sinopsis
Cuando se recluta a un jugador de fútbol americano de una preparatoria del South L.A. para jugar para Beverly Hills High, las victorias, las pérdidas y las luchas de dos familias de mundos muy diferentes — Crenshaw y Beverly Hills — comienzan a colisionar.

## Elenco

### Principal
- Daniel Ezra como Spencer James
- Bre-Z como Tamia «Coop» Cooper
- Greta Onieogou como Layla Keating
- Samantha Logan como Olivia Baker
- Michael Evans Behling como Jordan Baker
- Cody Christian como Asher Adams
- Karimah Westbrook como Grace James
- Monet Mazur como Laura Fine-Baker
- Taye Diggs como Billy Baker
- Jalyn Hall como Dillon James
- Chelsea Tavares como Patience (temporada 3-presente; recurrente temporadas 1-2)
- Hunter Clowdus como JJ Parker (temporada 4-presente; recurrente temporadas 1-3)

### Recurrente
- Jay Reeves como Shawn Scott
- Jordan Belfi como Ed Landon

### Invitado
- Danielle Campbell como Hadley

## Episodios
| Temporada | Temporada | Episodios | Episodios | Emisión original      | Emisión original    |
| Temporada | Temporada | Episodios | Episodios | Primera emisión       | Última emisión      |
| --------- | --------- | --------- | --------- | --------------------- | ------------------- |
|           | 1         | 16        | 16        | 10 de octubre de 2018 | 20 de marzo de 2019 |
|           | 2         | 16        | 16        | 7 de octubre de 2019  | 9 de marzo de 2020  |
|           | 3         | 19        | 19        | 18 de enero de 2021   | 19 de julio de 2021 |
|           | 4         | 20        | 20        | 25 de octubre de 2021 | 23 de mayo de 2022  |
|           | 5         | 20        | 20        | 10 de octubre de 2022 | 15 de mayo de 2023  |
|           | 6         | 15        | 15        | 1 de abril de 2024    | 15 de julio de 2024 |
|           | 7         | 13        | 13        | 29 de enero de 2025   | 5 de mayo de 2025   |

## Producción

### Desarrollo
En septiembre de 2017, se anunció que el veterano de The CW, Greg Berlanti tenía dos pilotos en desarrollo para la cadena, uno de ellos inspirado en la vida del jugador de fútbol americano de la NFL, Spencer Paysinger. También se reveló que April Blair escribiría y produciría el proyecto sin título, con Berlanti y Sarah Schechter como productores ejecutivos. Un piloto para la serie potencial, entonces llamado Spencer, fue ordenado en enero de 2018. El piloto fue recogido oficialmente el 11 de mayo de 2018. El 2 de octubre, se informó que Blair había renunciado como showrunner debido a «razones personales» y posteriormente fue reemplazada por el coproductor ejecutivo Nkechi Okoro Carroll, quien también fue nombrado productor ejecutivo. El 8 de octubre, The CW ordenó cinco guiones adicionales para la serie. El 8 de noviembre de 2018, se anunció que The CW había ordenado tres episodios adicionales para la serie, lo que elevó el total de la primera temporada a 16 episodios.
El 24 de abril de 2019, The CW renovó la serie para una segunda temporada. El 17 de junio de 2019, se anunció que la segunda temporada se estrenaría el 7 de octubre de 2019. El 7 de enero de 2020, se anunció que la serie fue renovada para una tercera temporada. El 3 de febrero de 2021, The CW renovó la serie para una cuarta temporada. El 22 de marzo de 2022, The CW renovó la serie para una quinta temporada, que se estrenó el 10 de octubre de 2022.
El 11 de enero de 2023, The CW renovó la serie para una sexta temporada. La sexta temporada se estrenó el 1 de abril de 2024. El 3 de junio de 2024, The CW renovó la serie para una séptima temporada. La séptima temporada se estrenó el 29 de enero de 2025. El 2 de junio de 2025, The CW renovó la serie para una octava y última temporada.

### Casting
El 22 de febrero de 2018, Taye Diggs fue elegido para interpretar a Billy Baker, seguido una semana después por Samantha Logan como Olivia Baker, su hija. El 15 de marzo, se unieron Bre-Z y Greta Onieogou como Tamia Cooper y Leyla Keating, respectivamente, y Monet Mazur, Michael Evans Behling, y Cody Christian fueron elegidos al día siguiente para retratar a Laura Fine-Baker, la madre de Olivia; Jordan Baker, el hermano de Olivia; y Asher. Karimah Westbrook fue seleccionada como Grace James el 19 de marzo de 2018 y Daniel Ezra fue elegido para interpretar al protagonista, Spencer James, el 21 de marzo de 2018. El 31 de mayo de 2018, Jalyn Hall fue promovido al elenco principal como Dillion, el hermano pequeño de Spencer. Danielle Campbell apareció en un papel de invitada en el piloto. El 1 de octubre de 2020, Chelsea Tavares fue promovida al elenco principal para la tercera temporada. El 4 de octubre de 2021, Hunter Clowdus fue promovido al elenco principal para la cuarta temporada.

### Rodaje
El rodaje de la serie toma lugar en Los Ángeles, California.

## Recepción

### Críticas
En Rotten Tomatoes, la primera temporada tiene un índice de aprobación de 92%, basado en 25 reseñas, y una calificación promedio de 6.92/10. En consenso crítico del sitio dice, «Los ambiciosos intentos de All American de abordar las luchas de clase y el drama en el aula se juegan en gran parte gracias a su elenco ganador — un comienzo auspicioso para una nueva serie prometedora». Metacritic, que utiliza un promedio ponderado, asignó una puntuación de 63 sobre 100 basado en 15 reseñas, lo que indica «críticas generalmente favorables».

### Audiencias
| Temporada | Horario (ET)         | Episodios | Primera emisión       | Primera emisión      | Última emisión      | Última emisión       | Ranking | Prom. de espectadores (millones) |
| Temporada | Horario (ET)         | Episodios | Fecha                 | Audiencia (millones) | Fecha               | Audiencia (millones) | Ranking | Prom. de espectadores (millones) |
| --------- | -------------------- | --------- | --------------------- | -------------------- | ------------------- | -------------------- | ------- | -------------------------------- |
| 1         | miércoles 9:00 p. m. | 16        | 10 de octubre de 2018 | 0.69                 | 20 de marzo de 2019 | 0.54                 | 203     | 0.90                             |
| 2         | lunes 8:00 p. m.     | 16        | 7 de octubre de 2019  | 0.88                 | 9 de marzo de 2020  | 0.70                 | 127     | 1.18                             |
| 3         | lunes 8:00 p. m.     | 19        | 18 de enero de 2021   | 1.05                 | 19 de julio de 2021 | 0.72                 | 135     | 1.40                             |
| 4         | lunes 8:00 p. m.     | 20        | 25 de octubre de 2021 | 0.64                 | 23 de mayo de 2022  | 0.67                 | 120     | 1.06                             |
| 5         | lunes 8:00 p. m.     | 20        | 10 de octubre de 2022 | 0.45                 | 15 de mayo de 2023  | 0.39                 | —       | —                                |
| 6         | lunes 8:00 p. m.     | 15        | 1 de abril de 2024    | 0.37                 | 15 de julio de 2024 | 0.42                 | —       | —                                |
| 7         | lunes 8:00 p. m.     | 13        | 29 de enero de 2025   | 0.28                 | 5 de mayo de 2025   | 0.30                 | —       | —                                |

## Serie derivada
El 18 de diciembre de 2020, se anunció que The CW estaba en desarrollo de un piloto introductorio para una serie derivada del personaje de Geffri Maya Simone, Simone Hicks, en All American. El 1 de febrero de 2021, The CW ordenó la producción de un piloto titulado All American: Homecoming. El 24 de mayo de 2021, se anunció que se había ordenado la serie. La serie se estrenó el 21 de febrero de 2022.